# Lake Angelus
Lake Angelus é uma cidade localizada no estado americano de Michigan, no Condado de Oakland.

## Demografia
Segundo o censo americano de 2000, a sua população era de 326 habitantes.
Em 2006, foi estimada uma população de 314, um decréscimo de 12 (-3.7%).

## Geografia
De acordo com o United States Census Bureau tem uma área de 4,2 km², dos quais 2,7 km² cobertos por terra e 1,5 km² cobertos por água.

## Localidades na vizinhança
O diagrama seguinte representa as localidades num raio de 12 km ao redor de Lake Angelus.